# Trigonopterus acutus
Trigonopterus acutus – gatunek chrząszcza z rodziny ryjkowcowatych i podrodziny krytoryjków.

## Taksonomia
Gatunek ten opisany został po raz pierwszy w 2021 roku przez Radena P. Narakusumo i Alexandra Riedela na łamach „ZooKeys”. Jako miejsce typowe wskazano górę Dako w kabupatenie Tolitoli w indonezyjskiej prowincji Celebes Środkowy. Epitet gatunkowy oznacza po łacinie „ostry”.

## Morfologia
Chrząszcz o ciele długości od 2,4 do 2,7 mm, wysklepionym, w zarysie prawie jajowatym z przewężeniem między przedpleczem a pokrywami, ubarwionym czarno z rdzawymi czułkami i odnóżami. Ryjek zaopatrzony jest w listewkę środkową i parę listewek przyśrodkowych. Epistom jest słabo widoczny. Powierzchnia przedplecza z wyjątkiem części tylno-bocznych jest gęsto punktowana. Pokrywy mają wyraźnie wgłębione rzędy z punktami oraz skąpo punktowane międzyrzędy. Odnóża środkowej i tylnej pary mają na udach karbowane i ząbkowane listewki przednio-brzuszne. Tylna para ma na udach przedwierzchołkową łatkę strydulacyjną. Goleń tylnej pary jest u nasady niemal gładka. Genitalia samca mają prącie o zbieżnych bokach i zaostrzonym, pozbawionym szczecinek wierzchołku, endofallus z kilkoma sklerytami, zwłaszcza przy ujściu, parę trójkątnych sklerytów wspierających po bokach otworu nasadowego, ząbkowaty i ku górze zakrzywiony aparat przenoszący oraz przewód wytryskowy z niewyraźnym bulbusem.

## Ekologia i występowanie
Ryjkowiec ten zasiedla górskie lasy. Spotykany jest na rzędnych od 1700 do 1800 m n.p.m. Bytuje na roślinności.
Owad orientalny, endemiczny dla Celebesu, znany tylko z lokalizacji typowej w prowincji Celebes Środkowy.